# NGC 6324
NGC 6324 ist eine 12,9 mag helle Spiralgalaxie vom Hubble-Typ Sbc im Sternbild Kleiner Bär am Nordsternhimmel. Sie ist schätzungsweise 226 Millionen Lichtjahre von der Milchstraße entfernt und hat einen Durchmesser von etwa 65.000 Lichtjahren.
Die Typ-II-Supernova SN 2002ej wurde hier beobachtet.
Das Objekt wurde am 12. Dezember 1797 von Wilhelm Herschel mit einem 18,7-Zoll-Spiegelteleskop entdeckt, der sie dabei mit „vF, S, E, north of a small star“ beschrieb.